# 日屋镇
日屋镇（藏語：རི་འོག་），是中华人民共和国西藏自治区日喀则市定结县下辖的一个乡镇级行政单位。

## 行政区划
日屋镇下辖以下地区：
果玛村、鲁热村、吉勒村、德吉村和日屋村。